# Kurmanî, Nedrîhailiv
Kurmanî (în ucraineană Курмани) este localitatea de reședință a comunei Kurmanî din raionul Nedrîhailiv, regiunea Sumî, Ucraina.

## Demografie
Componența lingvistică a localității Kurmanî
     Ucraineană (97,6%)
     Rusă (2,4%)
Conform recensământului din 2001, majoritatea populației localității Kurmanî era vorbitoare de ucraineană (97,6%), existând în minoritate și vorbitori de rusă (2,4%).